# Viki (weboldal)
A Viki egy internetes videostreaming weboldal, amely Video on Demand szolgáltatással tesz elérhetővé különféle televíziós sorozatokat, mozifilmeket és videóklipeket világszerte. A céget Szingapúrban alapították 2007-ben. Szingapúr mellett San Franciscóban és Szöulban vannak irodái.
Neve a „video” és a Wiki szavak összevonásából született, arra utalva, hogy a wikialapú weboldalakhoz hasonlóan önkéntesekkel dolgozik a tartalomkezelés területén. A cég 2011 januárjában elnyerte a Crunchie-díjat a legjobb nemzetközi startup vállalkozás kategóriában.

## Története
A weboldalt 2007-ben Razmig Hovaghimian, Changseong Ho és Jiwon Moon alapította, az alaptőkét a szingapúri startup-alap, a Neoteny Labs, valamint a LinkedIn társalapítója, Reid Hoffman biztosította. 2008-ban a cég Szingapúrba költözött a városállam kedvező támogató politikájának és a pánázsiai központi helyzetének köszönhetően. 2010 decemberében a Viki befejezte a bétaműködését és nyilvánosan is elérhetővé vált a nagyközönség számára.
2011 augusztusában a weboldal 14 millió egyedi megtekintést regisztrált és az év októberében 20 millió dolláros támogatást szerzett a Greylock Partnerstől, az Andreessen Horowitztól és a BBC Worldwide-tól.
2013 szeptemberében a céget megvásárolta a japán Rakuten 200 millió amerikai dollárért.

## Szolgáltatások
A Viki az amerikai Huluhoz hasonlóan szerződéses webtartalmakat közvetít. A tartalom úgynevezett „csatornára” kerül, majd a közösség önkéntes alapon számos nyelven feliratot készít hozzá Creative Commons licenc alatt. A fordítófelület lehetővé teszi a videó szegmentálását és a felirat soronkénti fordítását, mintegy 160 nyelven. A Viki más tartalomszolgáltatókkal is megosztja a feliratozott videókat, például a Huluval, a Netflix-szel vagy a Yahoo!-val, ebből bevétele származik.
2011 szeptemberében a cég iPhone alkalmazást adott ki Viki On-The-Go néven, amely lehetővé tette a tartalom okostelefonon való elérését. A Samsunggal közösen androidos alkalmazás is készült.
2012 májusában a Viki szerződést kötött a Warner Musickal, a tajvani SEED Music Grouppal és a koreai LOEN Entertainmenttel, ezzel több ezer videóklipet tett elérhetővé a felületén feliratozásra.
2012 júliusában a cég a kínai Renren közösségi portállal szerződött egy videoportál létrehozására, a tartalom egy részét fogják átvenni a Vikitől.

## Fordítás
- Ez a szócikk részben vagy egészben  a   Viki (website) című angol Wikipédia-szócikk fordításán alapul.  Az eredeti cikk szerkesztőit annak laptörténete sorolja fel. Ez a jelzés csupán a megfogalmazás eredetét és a szerzői jogokat jelzi, nem szolgál a cikkben szereplő információk forrásmegjelöléseként.